# پتروس دی سارگیس گالانتس
پتروس دی سارگیس گالانتس (ارمنی: Պետրոս Գիլանենց؛   زادهٔ  تاریخ نامعلوم -  درگذشته ۱۷۲۴) نویسنده، کارآفرین ارمنی‌تبار ایرانی بود.

## زندگی‌نامه
وی در جلفای نو به دنیا آمد. به چندین زبان اروپایی تسلط داشته است. از وی مجموعه گزارش‌ها با لهجه جلفای نو بجای مانده است که علاوه بر اطلاعات نظامی، آثار با ارزشی در رابطه با تاریخ، آداب و رسوم، وضعیت نظامی-سیاسی کشورهای ماوراءقفقاز، خاورمیانه، خاور نزدیک و ارمنستان را در بر می‌گیرد. وی در دسامبر ۱۷۲۴ در سن سالگی در رشت در نبرد کشته شد.